# ديك سادلر
ديك سادلر هو سياسي أمريكي، ولد في 10 سبتمبر 1928 في هاواردين في الولايات المتحدة، وتوفي في 10 مايو 2019. نشط حزبياً في الحزب الديمقراطي. وقد انتخب عضو مجلس ولاية وايومنغ ‏.